# Rubraea annonae
Rubraea annonae is een vlinder uit de familie van de Nymphalidae. De wetenschappelijke naam van de soort is voor het eerst gepubliceerd in 1987 door Jacques Pierre.
De soort komt voor in Congo-Kinshasa.